# Métanie
La métanie est un geste liturgique pénitentiel qui accompagne souvent la prière, notamment chez les chrétiens orthodoxes et les chrétiens d'Orient. Le terme provient du grec metanoia : « conversion, repentance ». 
On distingue la petite métanie où l'on s'incline en touchant le sol de la main droite et la grande métanie où l'on se prosterne totalement en touchant le sol avec le front ; les deux se terminent par un signe de croix. Quand on se redresse on inspire en disant intérieurement « Seigneur Jésus Christ », en accueillant sa Vie, et quand on se baisse on expire en disant intérieurement « prends pitié de moi pécheur ».